# راجنار غاريت
راجنار غاريت (بالإنجليزية: Ragnar Garrett)‏ هو عسكري أسترالي، ولد في 12 فبراير 1900 في نورثام في أستراليا، وتوفي في 4 نوفمبر 1977 في مورنيغتون ‏ في أستراليا.